# Paperino ha freddo
Paperino ha freddo (Chip an' Dale) è un film del 1947 diretto da Jack Hannah. È un cortometraggio animato realizzato, in Technicolor, dalla Walt Disney Productions, uscito negli Stati Uniti il 28 novembre 1947 e distribuito dalla RKO Radio Pictures. Il film, che segna la prima apparizione di Cip e Ciop col loro design definitivo, venne candidato per l'Oscar al miglior cortometraggio d'animazione ai Premi Oscar 1948, ma perse in favore di La torta di Titti.
A partire dagli anni novanta è più noto come Cip e Ciop. Nell'aprile 1998 fu inserito nel film di montaggio direct-to-video I capolavori di Paperino.

## Trama
È inverno e Paperino si alza dal letto per raccogliere della legna per il camino. Si imbatte in un piccolo tronco, dove risiedono Cip e Ciop con le loro provviste. Tornato in casa, Paperino si accinge ad accendere il fuoco e i due scoiattoli fanno di tutto pur di spegnerlo e di riportare al suo posto il ceppo colto da Paperino. Il papero, però, si accorge dell'inconveniente e riesce a far uscire di casa i due scoiattoli trattenendo il ceppo.
A questo punto, Cip e Ciop lanciano delle palle di neve dentro la canna fumaria, spegnendo così il fuoco ogni volta che Paperino tenta di accendere. Sospettando dei due indesiderati, Paperino si arrampica lungo la canna fumaria, cogliendo così di sorpresa i due scoiattoli e facendoli precipitare dal tetto.
Cip però non si dà per vinto e, salito sulla vicina collinetta, costruisce una piccola palla di neve per lanciarla in direzione della porta d'ingresso della baita di Paperino. Percorrendo la tratta, la palla di neve diventa sempre più grossa fino a quando, una volta arrivata ad una modesta distanza, Ciop bussa alla porta d'ingresso e Paperino si ritrova travolto dall'enorme palla come apre la porta. Cip e Ciop recuperano quindi il loro ceppo ancora integro.

## Distribuzione

### Edizioni home video

#### VHS
- Cartoon festival III (settembre 1982, riedita nel 1985 con il titolo Cartoons Disney 3)

#### DVD
Il cortometraggio è incluso nei DVD Walt Disney Treasures: Semplicemente Paperino - Vol. 3, Cip & Ciop - Guai in vista e Paperino e i corti di Natale.